# Papiljott
Papiljotter (från franskans papillote, av papier, papper) är små rullar med kardborrar som används för att styla och locka hår, ofta i kombination med en hårtork.
Papiljotter kunde förr bestå av sammanrullade pappers- eller skinnbitar, men består numera normalt av plast.

## Bilder

Papiljotter
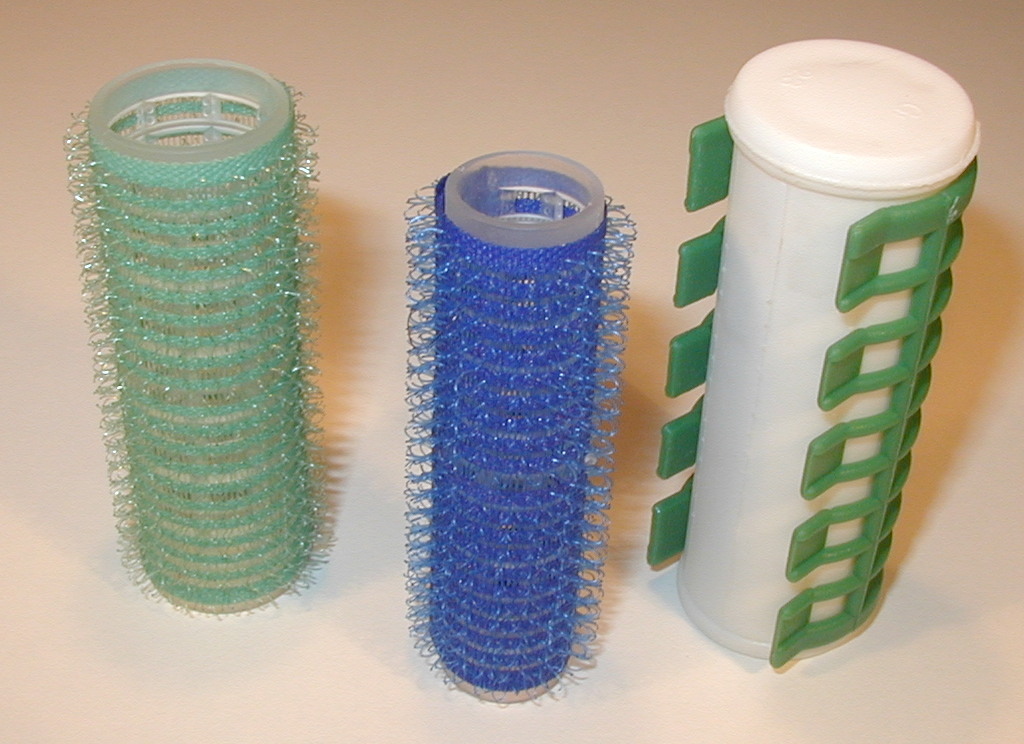
Papiljotter
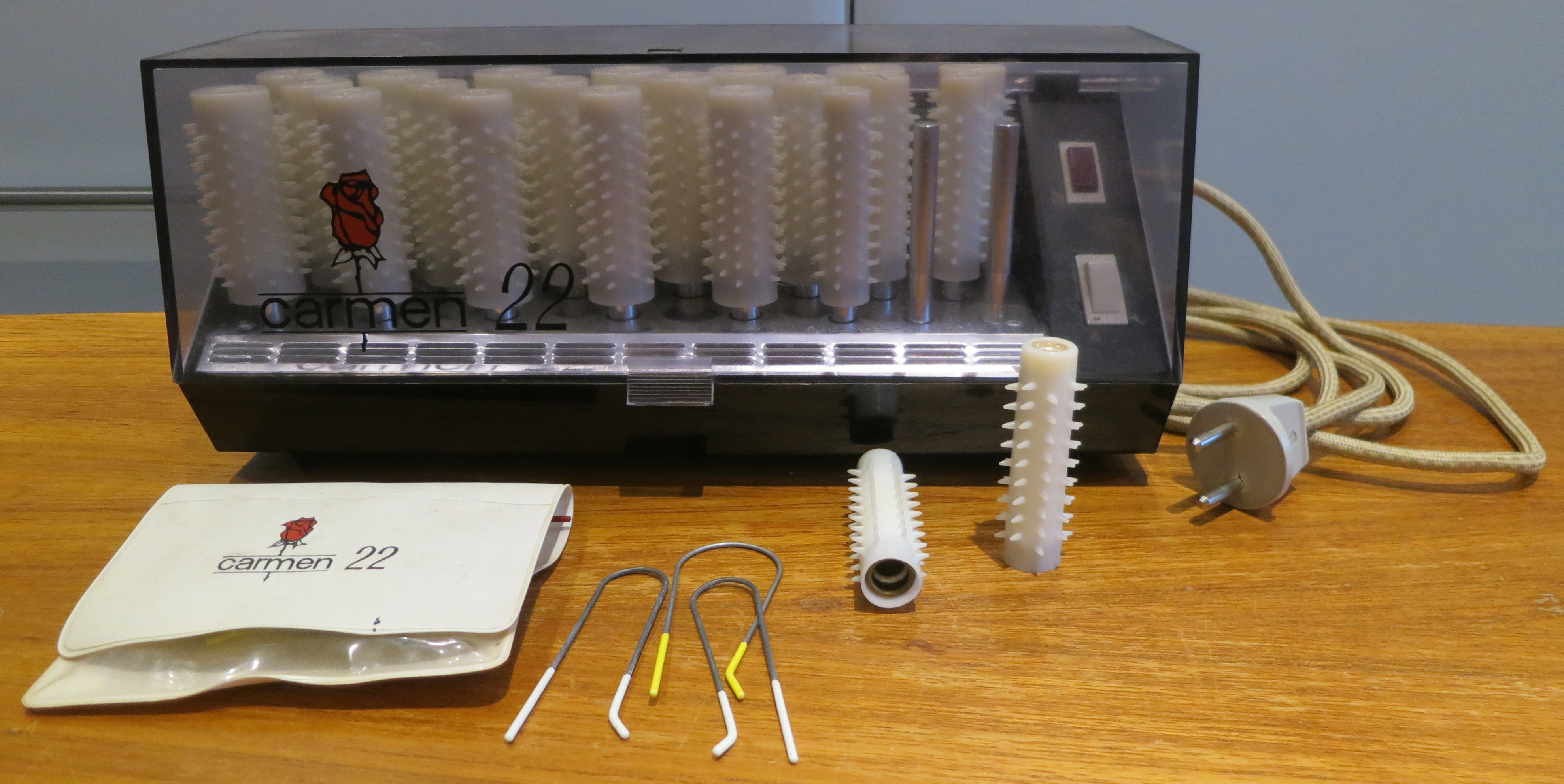
Carmen Curlers 22, en dansk 1960-talsmaskin för att värma papiljotter